# 20D/Westphal
20D/Westphal es un cometa periódico con un período orbital de 61 años, que fue descubierto por el astrónomo alemán J. G. Westphal, el 24 de julio de 1852.
Este cometa se ajusta a la clasificación de uno tipo Halley que tienen periodos orbitales entre 20 y 200 años.
El astrónomo alemán Christian Heinrich Friedrich Peters también lo observó el 9 de agosto del mismo año.

## Línea de tiempo del cometa
| Fecha                      | Denominación | Detalle                                        |
| -------------------------- | ------------ | ---------------------------------------------- |
| 24 de julio de 1852        | 20D/1852 O1  | Descubrimiento del cometa                      |
| [27 de septiembre de 1913' | 20D/1913 S1  | Últimas observaciones en su perihelio          |
| 26 de noviembre de 1913    | 20D/1913 S1  | Últimas observaciones en su perihelio          |
| 3 de enero de 1976         | -            | El cometa no apareció en su perihelio previsto |
| 4 de mayo de 2038          | -            | Se prevé un nuevo perihelio                    |

Actualmente se considera a 20D/Westphal como un cometa perdido.